# Hylopezus nattereri
Hylopezus nattereri é uma espécie de ave da família Formicariidae.
Pode ser encontrada nos seguintes países: Argentina, Brasil e Paraguai.
Os seus habitats naturais são: florestas subtropicais ou tropicais húmidas de baixa altitude e regiões subtropicais ou tropicais húmidas de alta altitude.